# Atlético Español
Atlético Español – meksykański klub piłkarski z siedzibą w mieście Meksyk, działający w latach 1971–1982. Domowe mecze rozgrywał na stadionie Estadio Azteca.

## Osiągnięcia

### Krajowe
- Primera División de México
  - Zwycięstwo (0x): –
  - Drugie miejsce (1x): 1974

### Międzynarodowe
- Puchar Mistrzów CONCACAF
  - Zwycięstwo (1x): 1975
  - Drugie miejsce (0x): –